# Неглово
Неглово — деревня в Александровском районе Владимирской области России, входит в состав Каринского сельского поселения.

## География
Деревня расположена на берегу реки Молокча в 18 км на юг от центра поселения села Большое Каринское и в 16 км на юго-запад от города Александрова.

## История
В XIX — начале XX века деревня входила в состав Махринской волости Александровского уезда, с 1926 года — в составе Карабановской волости. В 1859 году в деревне числилось 36 дворов, в 1905 году — 38 дворов, в 1926 году — 49 дворов.
С 1929 года деревня являлась центром Негловского сельсовета Александровского района, с 1940 года — в составе Махринского сельсовета, с 1948 года — в составе пригородной зоны города Александрова, с 1965 года — в составе Александровского района, с 2005 года — в составе Каринского сельского поселения.

## Население
| 1859 | 1905 | 1926 | 2002 | 2010 | 2021 |
| ---- | ---- | ---- | ---- | ---- | ---- |
| 265  | ↗278 | ↘240 | ↘22  | →22  | ↗26  |